# Seehausen (Altmark)
Seehausen é um município da Alemanha, situado no distrito de Stendal, no estado de Saxônia-Anhalt. Tem 106,99 km² de área, e sua população em 2019 foi estimada em 4.825 habitantes.